# Pi4 Orionis
π4 Orionis (Pi4 Orionis / π4 Ori, auch 3 Orionis) ist ein spektroskopischer Doppelstern im Sternbild Orion. Er ist rund 800 Lichtjahre von der Erde entfernt. Die Umlaufperiode des Systems beträgt 9,5 Tage.